# Henk Kikkert
Hendrik (Henk) Kikkert (Dalen, 23 oktober 1912 – Zeist, 20 maart 1988) was een Nederlands politicus.

## Familie
Kikkert groeide in het Zuid-Drentse Dalen op in een landarbeidersgezin. Hij was een zoon van Jan Kikkert en Reina Karstenberg. Hij trouwde met Marie Veldmeijer (1910-1991).

## Loopbaan
Kikkert werd in 1935 propagandist voor de Nederlandse Christelijke Landarbeidersbond (NCLB). Tijdens de Tweede Wereldoorlog was hij actief binnen het verzet; hij was verbindingsofficier van de OD en de Binnenlandse Strijdkrachten en bood onderdak aan joodse onderduikers. Kikkert ontving voor zijn verzetsactiviteiten het Oorlogsherinneringskruis, Verzetsherdenkingskruis en het ereteken Yad Vashem. Na de oorlog was Kikkert geruime tijd lid van het hoofdbestuur van het NCLB (1945-1977).
In zijn politieke loopbaan was Kikkert van 4 juni 1946 tot 7 december 1972 lid van de Tweede Kamer der Staten-Generaal en daarnaast in de periode 1946-1950 lid van de Drentse Provinciale Staten. Kikkert behoorde tot de sociale vleugel van de CHU en steunde in 1949 als enige van zijn fractie de wet die de publiekrechtelijke bedrijfsorganisatie in het leven riep. Hij maakte in 1949 tevens deel uit van de minderheid van de CHU-fractie die vóór de soevereiniteitsoverdracht aan Indonesië stemde. Hij hield zich als Kamerlid bezig met landbouw, maatschappelijk werk, sociale zaken, defensie en economische zaken en was woordvoerder bij zaken die het noorden van het land betroffen. Hij maakte eind jaren zestig naam met twee plannen op defensiegebied: een plan voor de vorming van een beroepsleger en het Plan Kikkert voor de aanleg van een groot militair oefenterrein bij Ter Apel. De Groningse CPN-voorman Fré Meis was van dat laatste een fel tegenstander.
Kikkert werd benoemd tot ridder in de Orde van de Nederlandse Leeuw (1958) en commandeur in de Orde van Oranje-Nassau (1972). Hij overleed in maart 1988 op 75-jarige leeftijd en werd begraven in Dalerpeel.
- Biografisch Portaal: 30904781
- Parlement.com: vg09ll29nbt3